# Langadu
Langadu è un sottodistretto (upazila) del Bangladesh situato nel distretto di Rangamati, divisione di Chittagong. Si estende su una superficie di 388,5 km² e conta una popolazione di 54.490 abitanti (dato censimento 1991).